# Rhynobrissus tumulus
Rhynobrissus tumulus is een zee-egel uit de familie Brissidae.
De wetenschappelijke naam van de soort werd in 1982 gepubliceerd door McNamara.